# Lozovik (Jagodina)
Pour les articles homonymes, voir Lozovik.
Lozovik (en serbe cyrillique : Лозовик) est un village de Serbie situé sur le territoire de la ville de Jagodina, district de Pomoravlje. Au recensement de 2011, il comptait 275 habitants.

### Liens externes

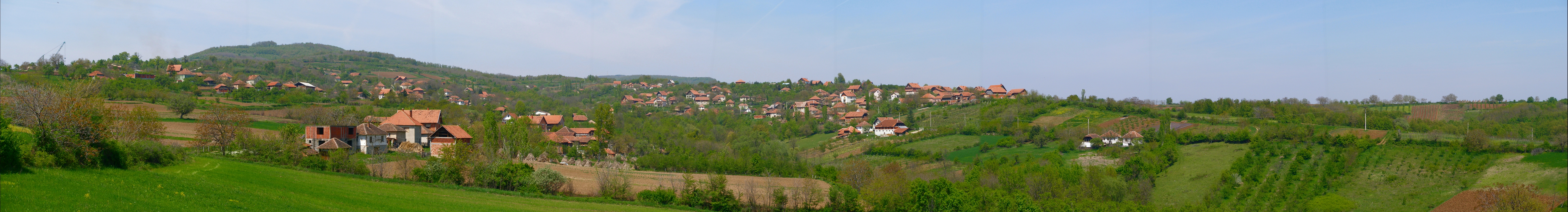
Vue générale de Lozovik

## Démographie
| 1948 | 1953 | 1961 | 1971 | 1981 | 1991 | 2002 | 2011 |
| ---- | ---- | ---- | ---- | ---- | ---- | ---- | ---- |
| 772  | 815  | 744  | 629  | 536  | 443  | 328  | 275  |

|  |